# Лохусуу (посёлок)
Ло́хусуу (эст. Lohusuu) — посёлок в волости Муствеэ уезда Йыгевамаа, Эстония.
До административно-территориальной реформы 2017 года Лохусуу являлся административным центром одноимённой волости (упразднена) в составе уезда Ида-Вирумаа.

## Число жителей
По данным переписи населения 2011 года в посёлке проживали 317 человек, из них 141 (44,5 %) — эстонцы.
Динамика численности населения посёлка Лохусуу:
| Год     | 2000 | 2011  | 2018  | 2019  | 2020  |
| ------- | ---- | ----- | ----- | ----- | ----- |
| Человек | 415  | ↘ 317 | ↗ 329 | ↗ 335 | ↘ 322 |

## Географическое положение
Лохусуу расположен на северо-западном побережье Чудского озера, в юго-западной части Ида-Вирумаа, в устье реки Авийыги (её длина 48 км, начинается недалеко от деревни Мууга). Высота над уровнем моря — 35 метров. Во время половодий в верхнем течении реки случаются наводнения — уровень воды может подниматься на 3 метра. Береговая область Лохусуу относится к заповеднику Сахмени.

## История
В письменных источниках населённый пункт как деревня впервые упомянут в 1601 году (Lochos).
В 1624 году упоминаются Lahöso, Lahosho, в 1695 году — Lohhosukylla, 1839 году — Lohusu; на русском языке деревня назвалась Ло́говесь, Логоза́. Статус посёлка Лохусуу получил в 1977 году.
В 1977 году, в период кампании по укрупнению деревень, с Лохусуу были объединены расположенная на восточном берегу Авийыги деревня Венекюла (с эст. — «русская деревня») или Вене-Лохусуу (Русская Лохусуу, в 1811 году упоминается как Dorf russisch Lohesu) и деревня Лагеди (1758 год — Laggeda). Поэтому исторически посёлок делится на две части: прибрежную русскую деревню и эстонскую деревню. В русской части находится православная церковь Богоявления Господня (построена в 1897–1898 годах, архитектор В. И. Лунский), в эстонской части — лютеранская церковь в стиле неоготики (построена в 1878–1882 годах на месте прежней церкви, возведённой в 1667 году). В каждой части посёлка — своё кладбище. В настоящее время в границы посёлка также входит бо́льшая часть деревни Юлейыги.
Рядом с лютеранской церковью установлен памятник погибшим в сражении Освободительной войны под Лохусуу (открыт в 1931 году, разрушен в 1940 году, восстановлен в 1990 году). Обе церкви, кладбищенские часовни и памятник внесены в Эстонский Государственный регистр памятников культуры.

## Инфраструктура
В посёлке работают основная школа (число учеников в 2002/2003 учебном году — 84, в 2009/2010 учебном году — 21), детсад (в одном здании со школой), дом культуры, библиотека и магазин. В устье реки расположен порт. Основными видами деятельности жителей посёлка являются рыболовство и сельское хозяйство.

## Известные личности
В Лохусуу родился эстонский пастор, просветитель, языковед Отто Вильгельм Мазинг (1763–1832).

## Галерея

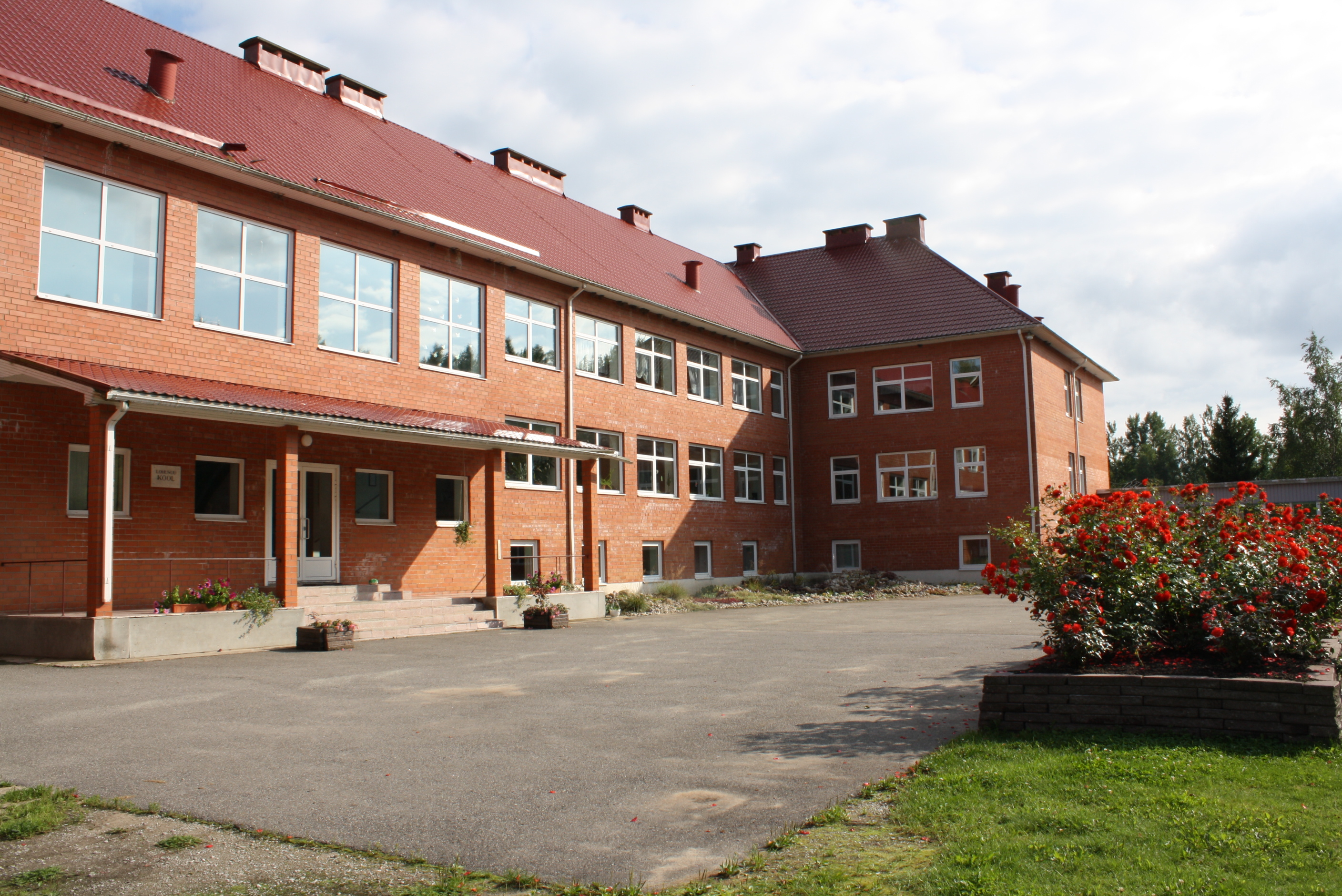
Основная школа-детсад
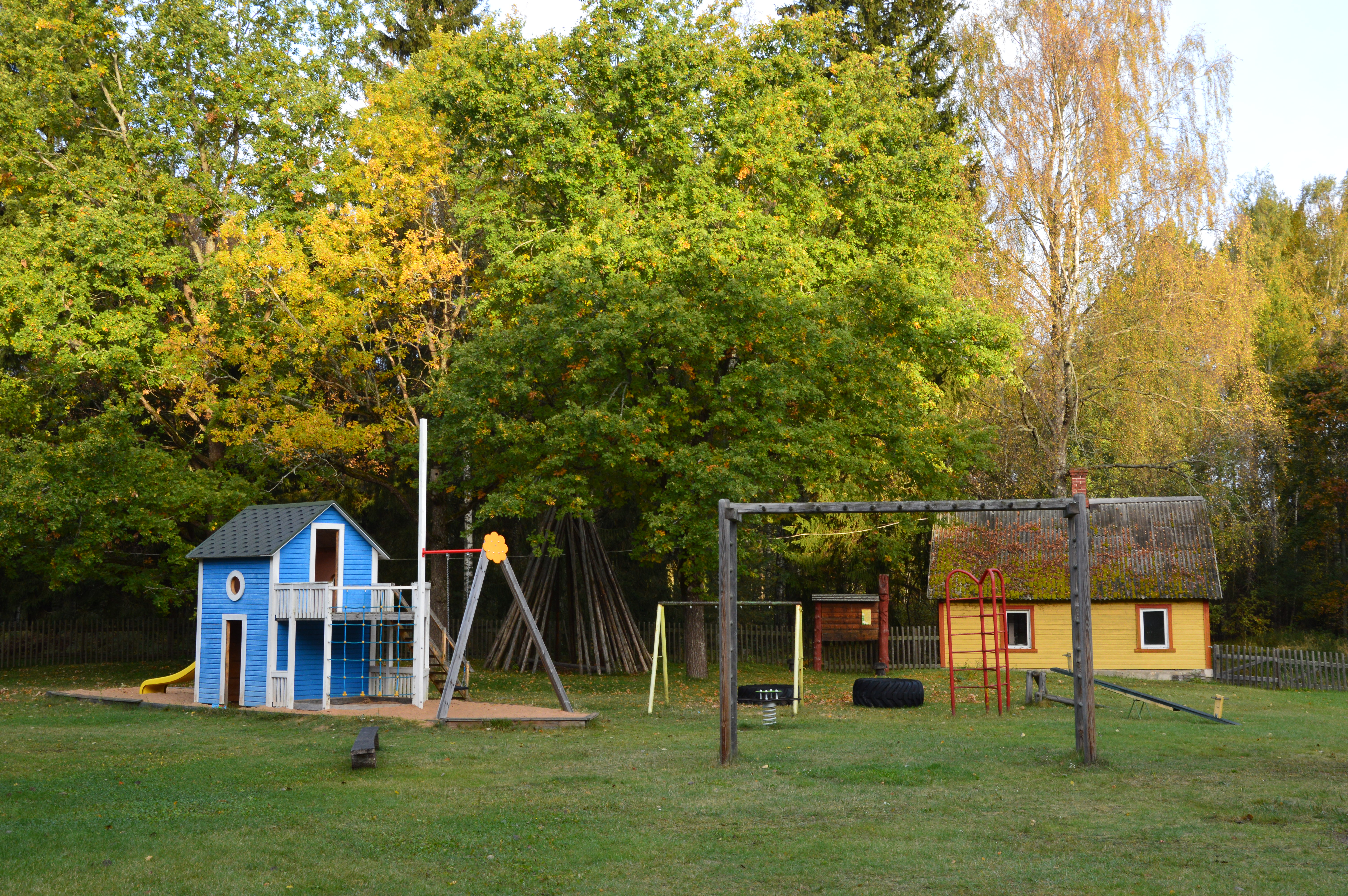
Игровая площадка детсада
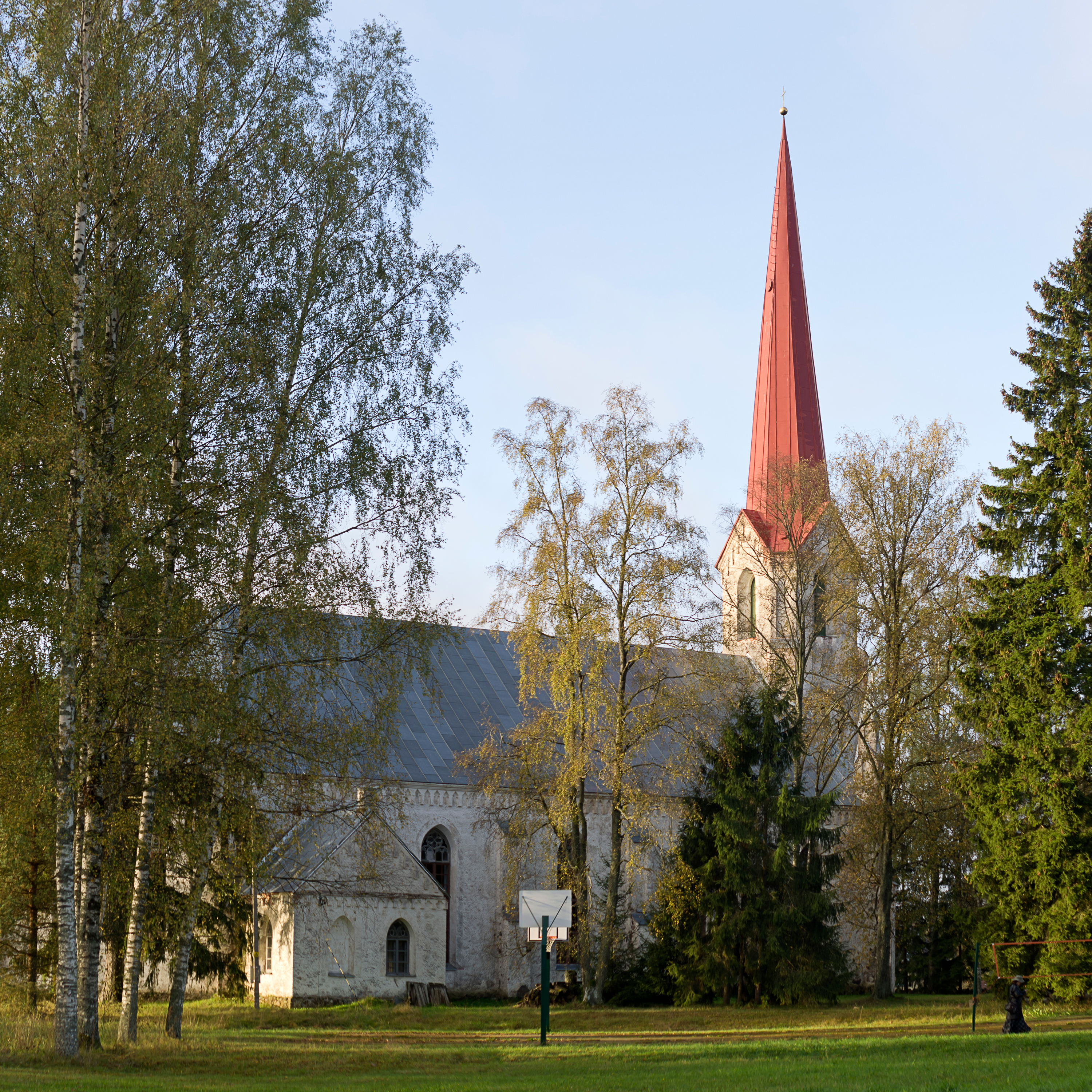
Лютеранская церковь
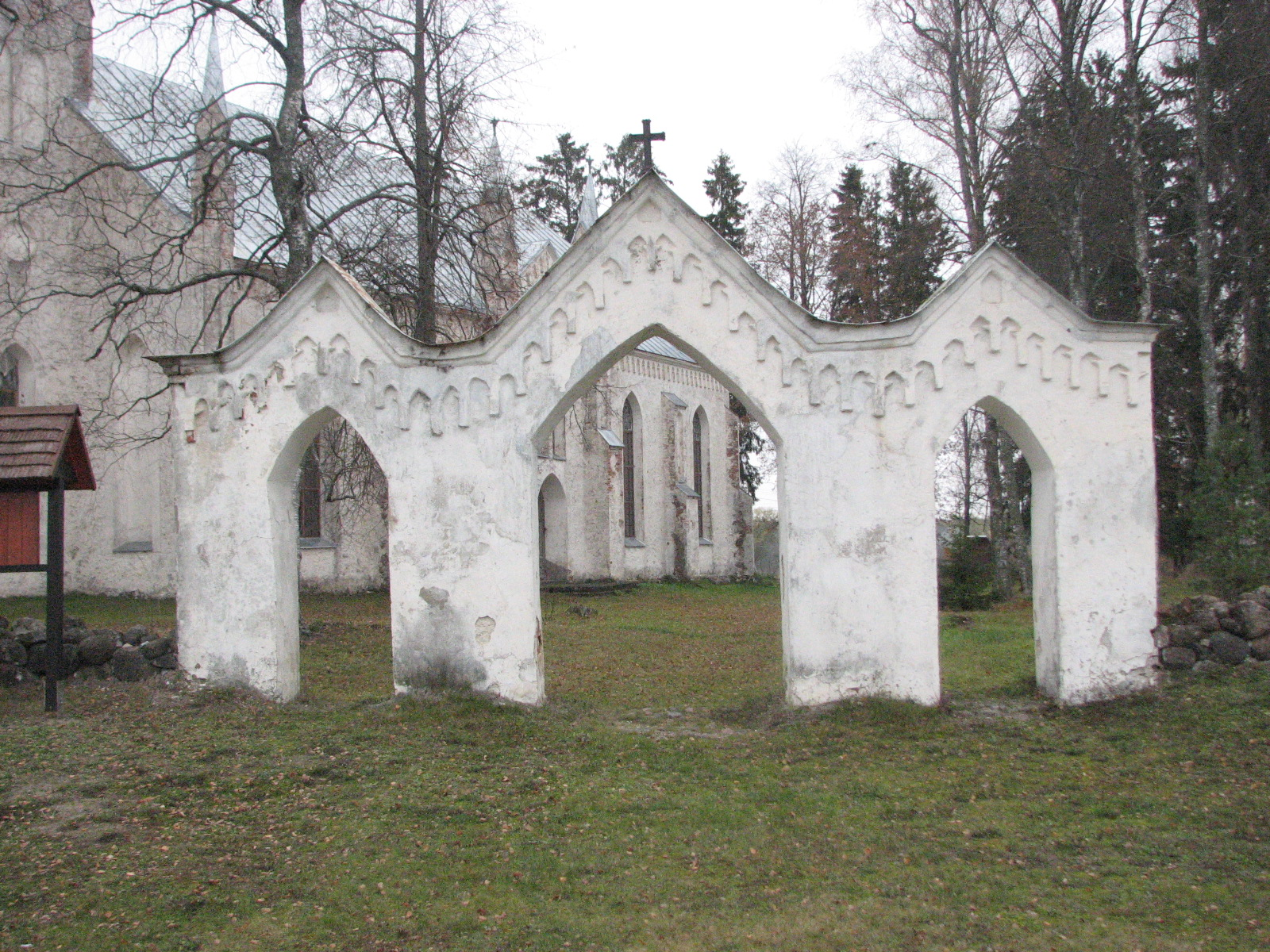
Остатки ограды лютеранской церкви
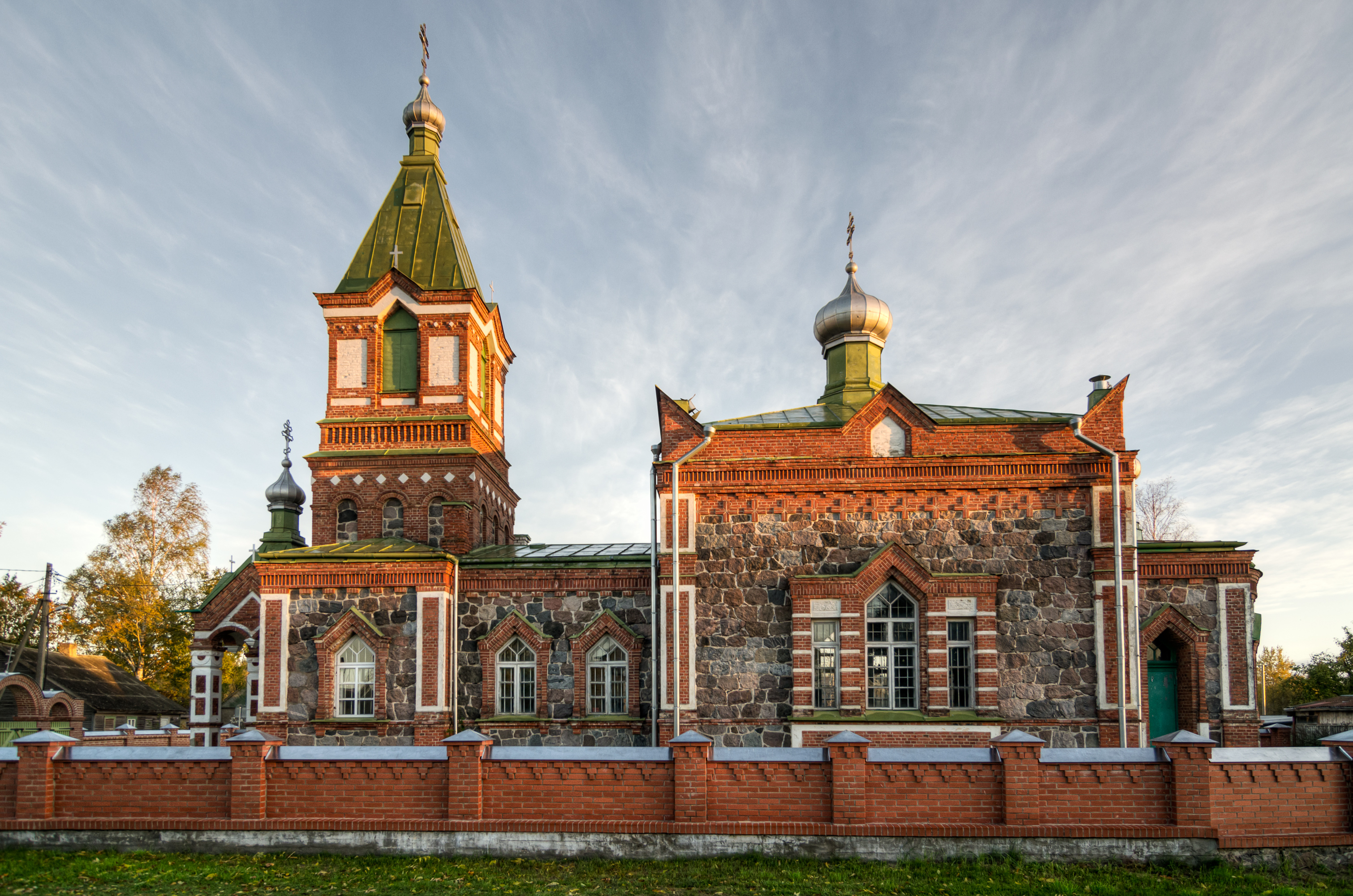
Храм Богоявления Господня
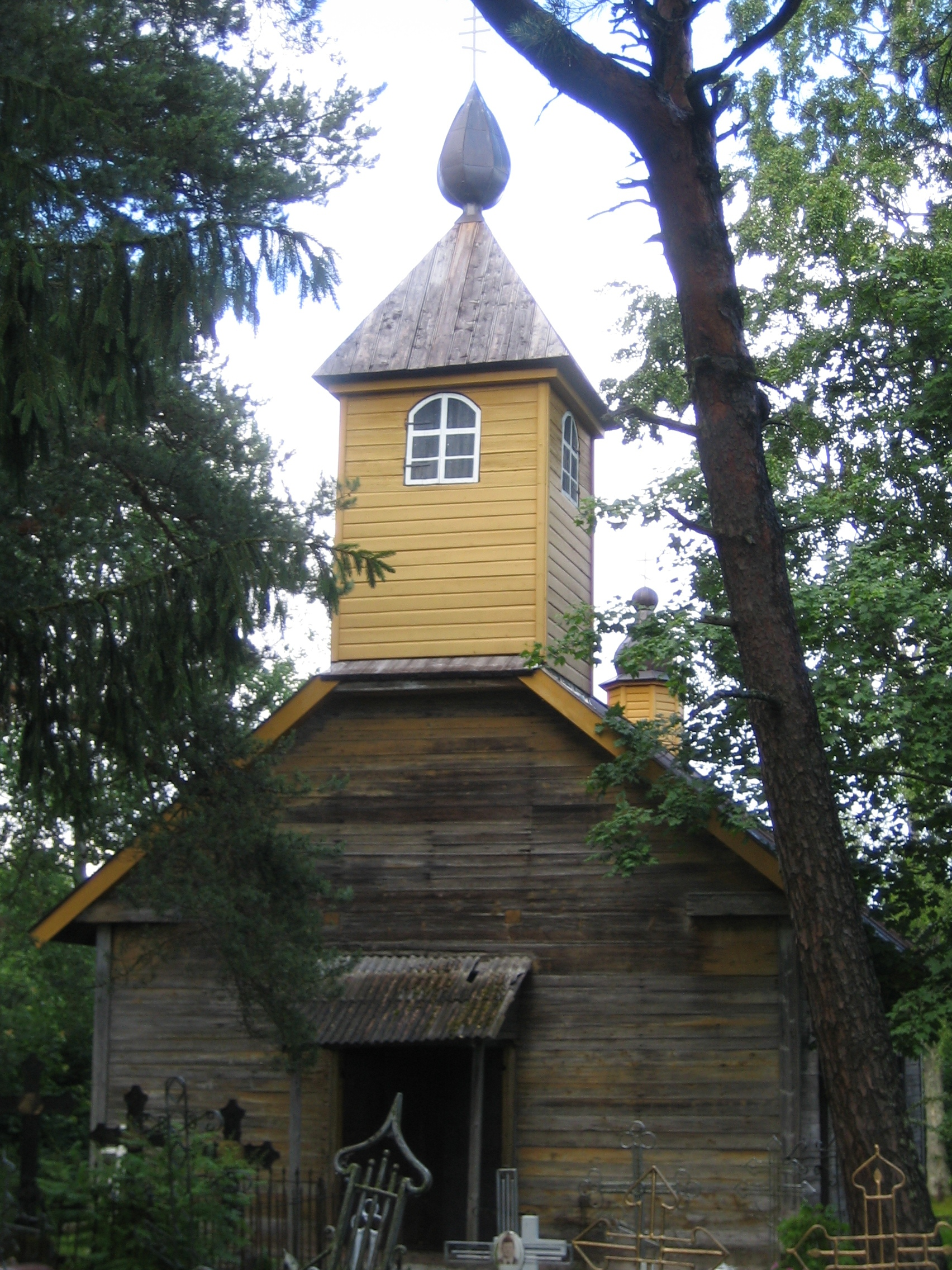
Церковь Рождества Иоанна Предтечи (часовня на русском кладбище)
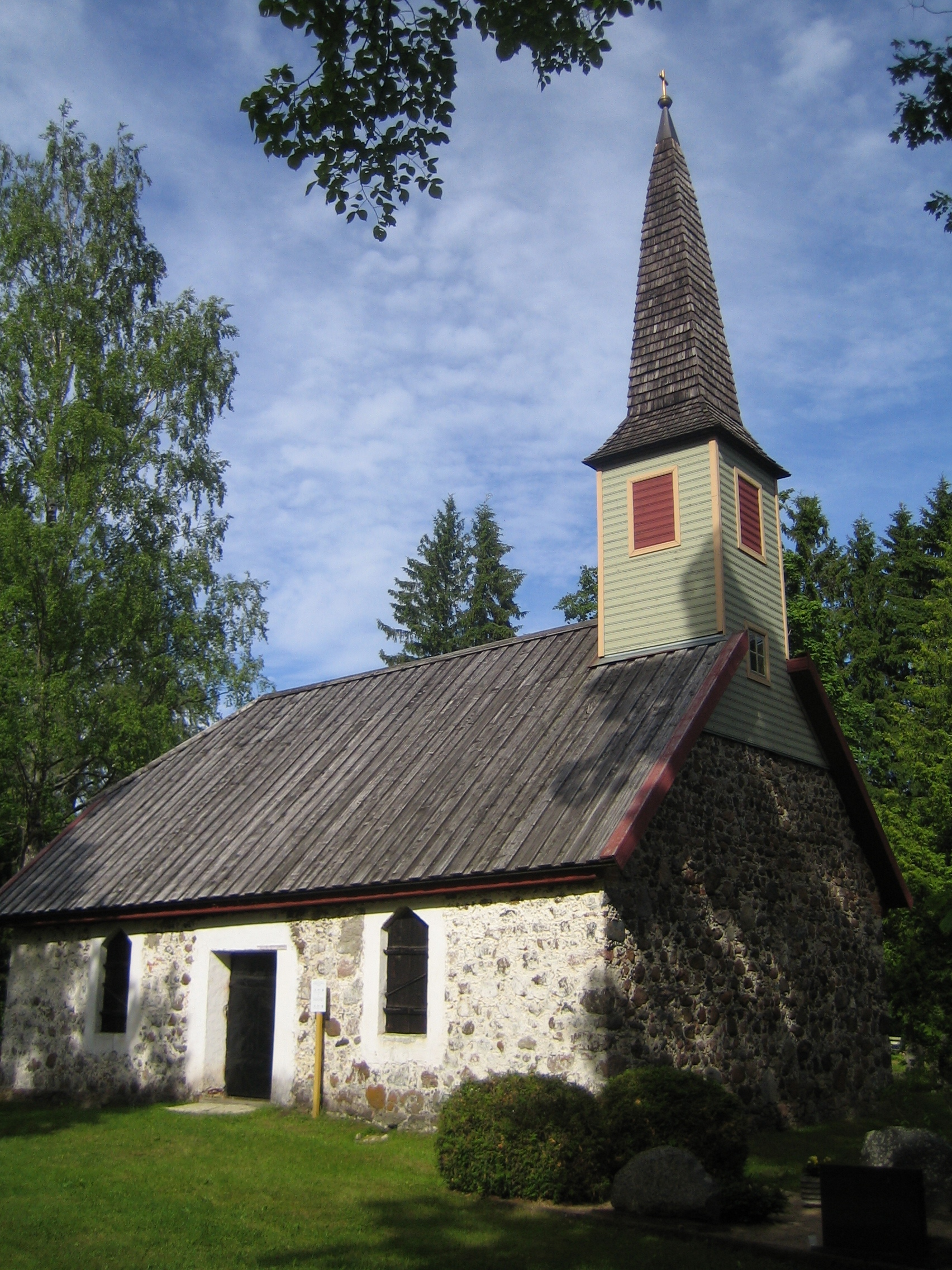
Часовня на эстонском кладбище Лохусуу
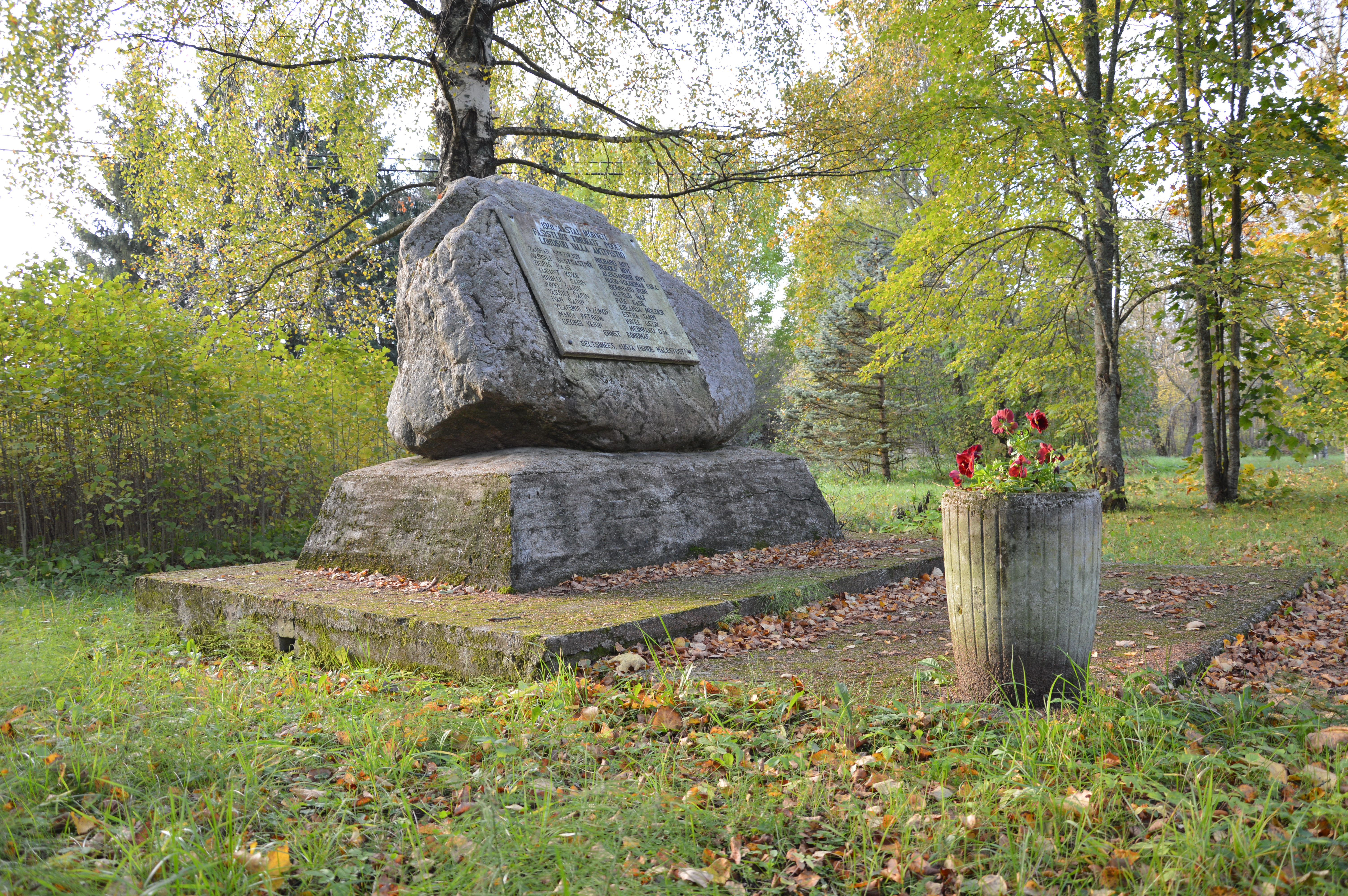
Памятный камень погибшим в 1941 году
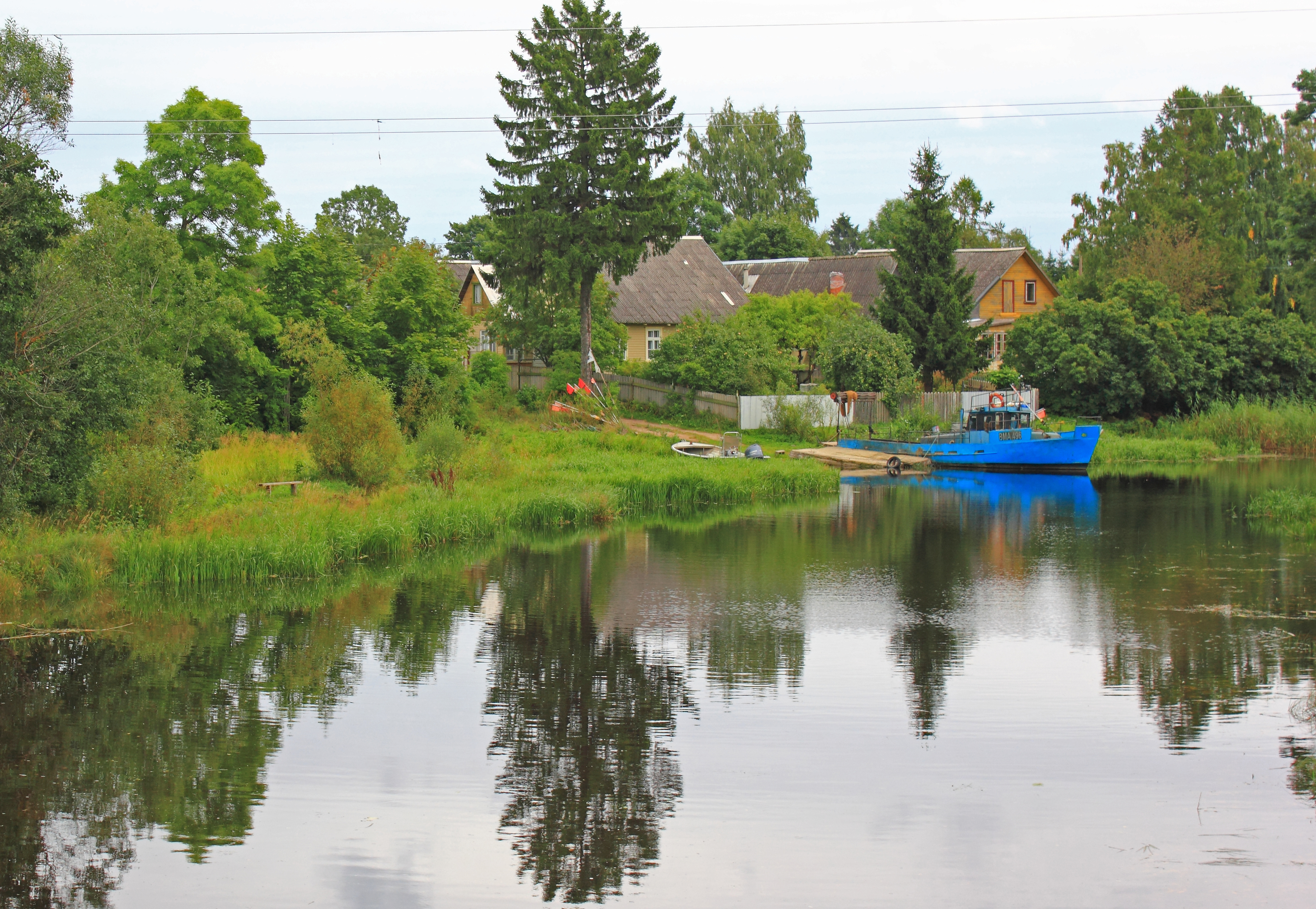
Река Авийыги возле Лохусуу
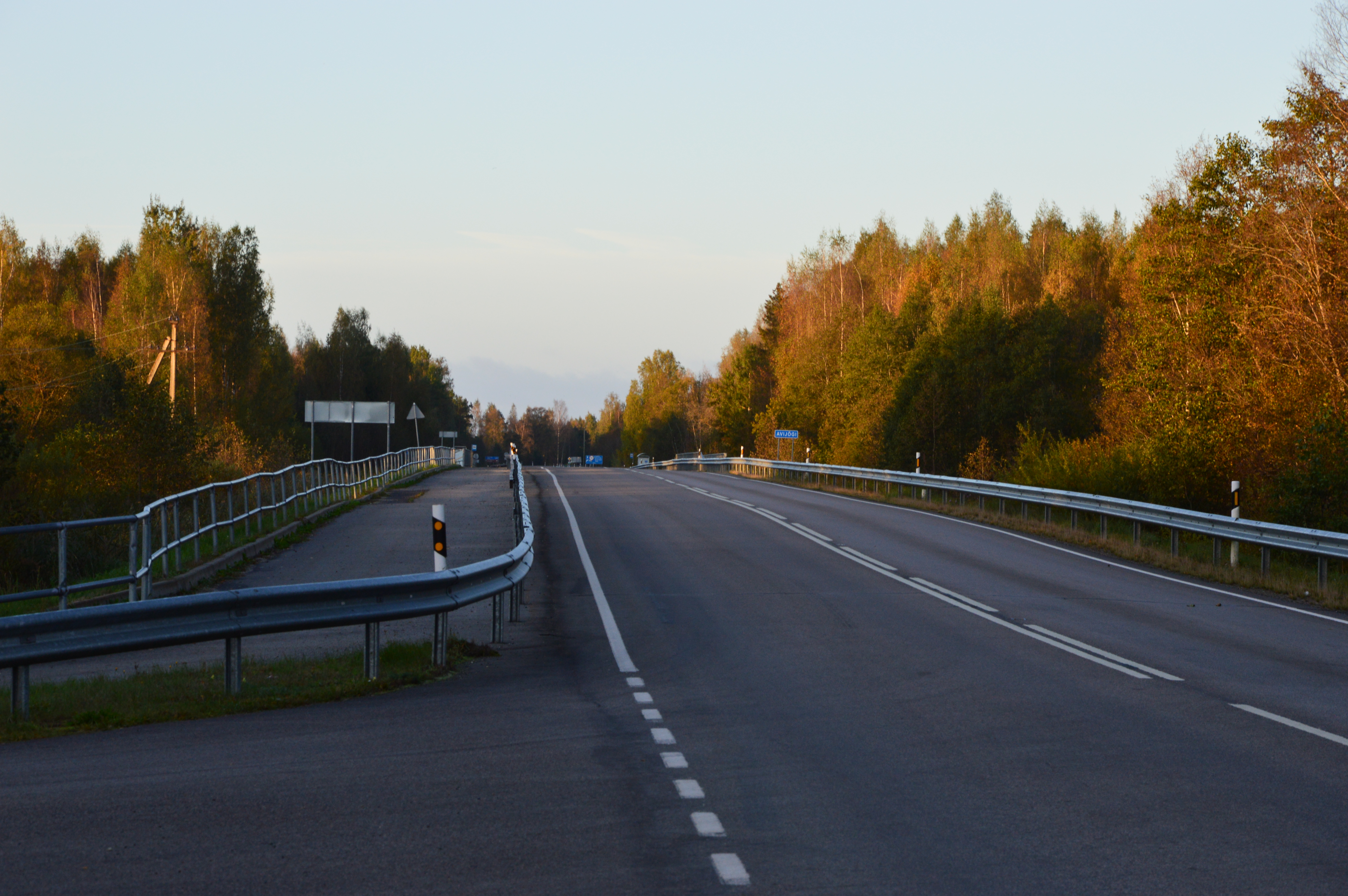
Шоссе возле Лохусуу